# Рашинце
Рашинце (алб. Rashincë) је насеље у општини Штимље, Косово и Метохија, Република Србија.

## Становништво
| Демографија | Демографија | Демографија |
| Година      | Становника  | Становника  |
| ----------- | ----------- | ----------- |